# Pezaptera sordida
Pezaptera sordida är en fjärilsart som beskrevs av Walker 1856. Pezaptera sordida ingår i släktet Pezaptera och familjen björnspinnare. Inga underarter finns listade i Catalogue of Life.